# Abbazia di Santa Maria di Corazzo
L'abbazia di Santa Maria di Corazzo è un'abbazia in rovina posta a circa 730 metri s.l.m., in località Castagna, antico comune soppresso nel 1869, in provincia di Catanzaro, fondata dai benedettini nell'XI secolo in prossimità del fiume Corace in Calabria, ricostruita successivamente dai cistercensi nel XII secolo, danneggiata una prima volta dal terremoto del 27 marzo 1638 e poi ancora dal terremoto del 1783 quando venne progressivamente abbandonata e spogliata delle opere artistiche che conteneva: le sue rovine sono visibili.

## Storia
L'abbazia di Corazzo, in prossimità del fiume Corace, sorge in un sito che è stato abitato fin dal Età del Bronzo, durante il III millennio a.C. Secondo alcuni la denominazione del luogo non trova evidenti interpretazioni in Greco o in Latino, ma mostra due radici sumere, simili a molte altre che in Calabria sono state messe in evidenza: kur che sta per "luogo montano", e -ake, un suffisso indicativo di località, spesso addolcito in –ace. “Cor-ace” e “Cor-azzo” potrebbero quindi essere derivati da un’antica denominazione descrittiva, kur-ake. In realtà le ipotesi più accreditate fanno risalire il nome al latino Corax (gen. “dei corvi”). Ancora oggi alle foci del fiume nei pressi dell’antica Scolacium (Skilletion durante l’epoca Magno Greca) è possibile osservare stormi insoliti di corvi. 
Le acque del Corace servivano ad azionare, presso l'abbazia, gli opifici costituiti da un mulino e una gualchiera, quindi a fecondare il sottostante territorio agricolo. 
Sebbene situata attualmente nel comune di Carlopoli provincia di Catanzaro (arcidiocesi di Catanzaro-Squillace), la storia dell'abbazia si è svolta per molti anni nella Calabria Citeriore, in quanto fino ai primi del XIX secolo il suo territorio apparteneva all'Università di Scigliano (diocesi di Martirano). Sembra, ma non vi sono documenti che lo attestano, che l'abbazia di Corazzo in origine sia stata fondata da monaci benedettini neri nell'XI secolo, Ciò sembrerebbe contrastare con le notizie tramandate nella vita del beato Gioacchino da Fiore, scritta dall'anonimo biografo tra il 1202 e il 1207, ove sta scritto che l'Abbazia a negli anni '70 del sec. XII era popolata da monaci che vestivano l'abito della Colomba, guidati dall'abate Colombano.Ciò lascia intendere che i religiosi seguivano le regole dell'ordine della Colomba, che furo fissate da san Colombano di Bobbio (540-615), monaco evangelizzatore irlandese, la cui regola monastica in seguito fu assimilata a quella benedettina e poi definitivamente abrogata anche formalmente nel 1448 da papa Niccolò V. Gioacchino da Fiore vestì l'abito monastico in quest'abbazia arrivando alla Promessa solenne nel 1174. I monaci riconoscendo le sue grandi abilità l'anno successivo lo elessero priore e poi, quando l'abate Colombano lasciò a causa di alcuni scandali, fu eletto abate. Nei documenti del 1177 risulta rivestire questa carica che ricoprì ininterrottamente, suo malgrado, fino a giugno 1188, quando riuscì ad affiliare la comunità monastica all'abbazia cistercense di Fossanova e ad affrancarsi dal peso dell'abbaziato, trasferendosi a vivere appartato nel podere di Pietralata. 
Proprio qui a Corazzo Gioacchino da Fiore scrisse le sue opere principali, aiutato dagli scriba Nicola e Giovanni, quest'ultimo prese il suo posto quando lui andò via. L'abate Gioacchino mal sopportava la carica di abate e tanto si adoperò finche nel giugno 1188 si staccò definitivamente da Corazzo e poi l'anno successivo anche da Pietralata, decidendo di ascendere in Sila per istituire Fiore nella primavera del 1189, nel luogo prescelto che fu così chiamato affinché dalla nuova Nazareth fosse annunciato il nuovo frutto dello Spirito santo. A Fiore Gioacchino insediò la Congregazione Florense delle origini che fu riccamente dotata da Tancredi, Enrico VI e approvata poi anche da Celestino III nel 1196.

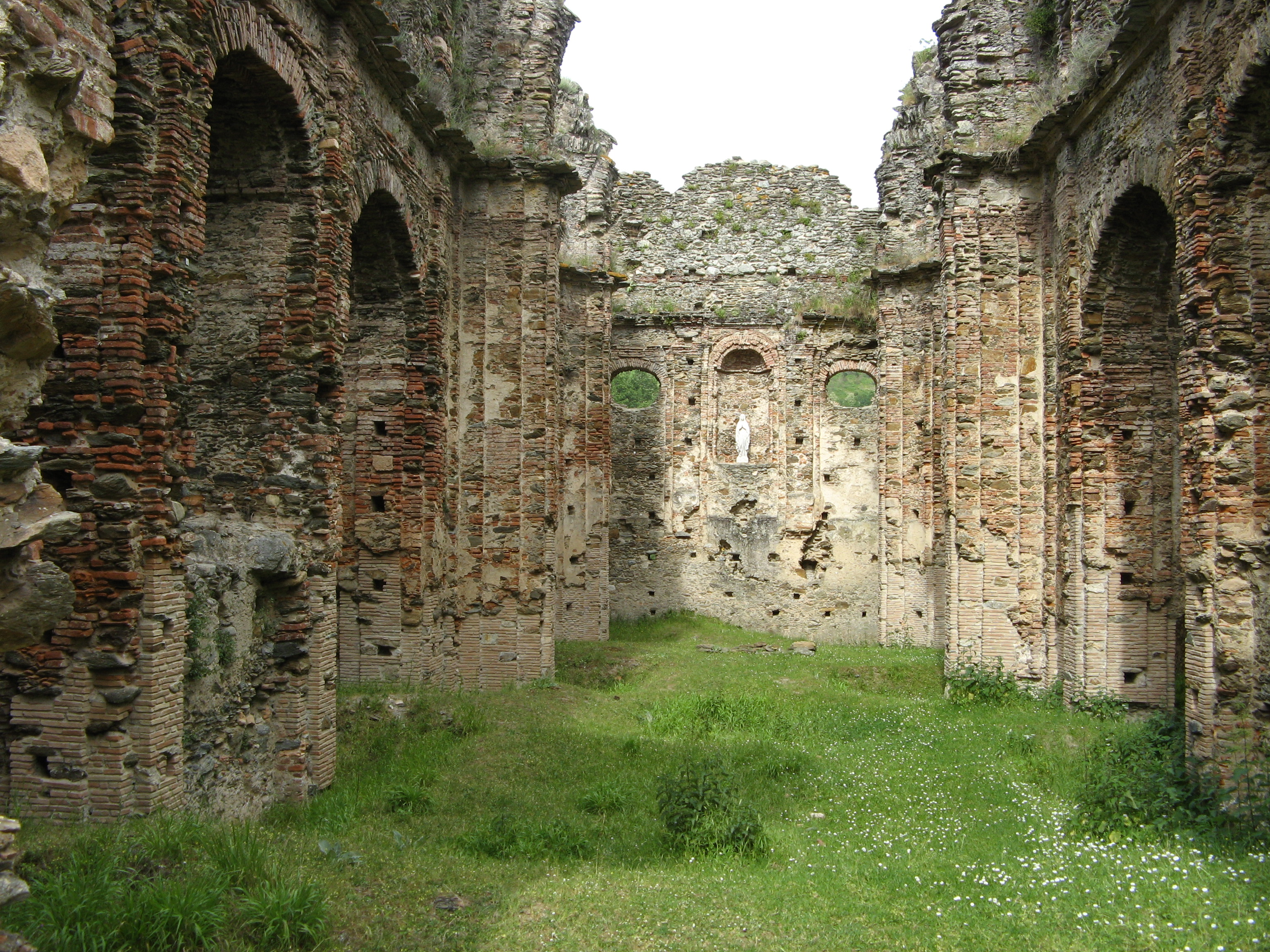
Corazzo, Resti della navata centrale

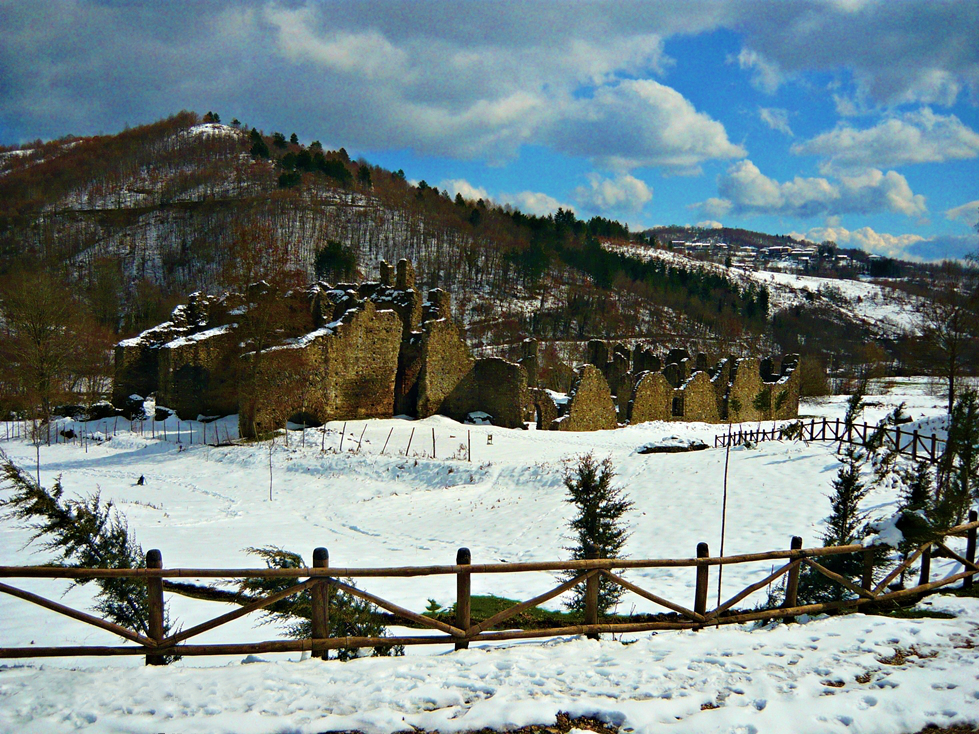
Immagine invernale dell'abbazia di Corazzo

L'abbazia di Corazzo in quegli anni instaurò rapporti con l'antichissimo monastero greco di Calabromaria da tempo in decadenza, guidato da Kirolus, sostenendolo nei momenti di difficoltà. Dopo la morte di Gioacchino da Fiore nacque una controversia tra i monaci di Corazzo e i monaci di Fiore riguardo ai diritti vantati sull'abbazia di Calabromaria in Altilia di Santa Severina. La lunga vertenza venne risolta nel 1215 con l'intervento del pater abbas sambucinese Bernardo e dell'imperatore Federico II, in favore dei florensi di San Giovanni in Fiore, che la detennero fino a che non fu commendata nel sec. XV.

### Soppressione e spoliazione
Dopo le distruzioni subite nel terremoto del 1783, nel 1806 il vescovo di Martirano dichiarava che nel monastero, situato nel territorio di Scigliano, risiedevano 17 persone: 11 monaci, 4 conversi, 1 oblato e 1 terziario. Due anni dopo, nel 1808 l'abbazia fu soppressa da un decreto del governo di Giuseppe Bonaparte.
Iniziò allora la spartizione dei suoi beni, fra i quali si ricordano:
- il portale della navata principale oggi nella chiesa di San Bernardo di Decollatura;
- l'altare maggiore in marmi policromi, una delle due acquasantiere in marmo bianco e sei candelabri lignei alla chiesa parrocchiale di San Giovanni Battista a Soveria Mannelli;
- due altari lignei alla chiesa di San Giacomo a Cicala;
- una statua lignea di san Michele, lo stemma e uno degli altari minori alla chiesa parrocchiale di San Tommaso (frazione di Soveria Mannelli)
- una statua lignea della Vergine, l'altra acquasantiera in marmo e un altare minore alla chiesa parrocchiale di Diano (frazione di Scigliano)
- una statua lignea, rappresentante la Madonna del Carmine, alla chiesa parrocchiale di Adami, di Decollatura
- l'organo e l'altorilievo in marmo (reperto maggiormente pregiato) rappresentante una Madonna col Bambino, alla chiesa dello Spirito Santo di Castagna

## L'Abbazia di Corazzo nel cinema e nei media
Alcuni ambienti dell'Abbazia di Santa Maria di Corazzo sono stati ricostruiti nel film su Gioacchino da Fiore Il Monaco che vinse l'Apocalisse di Jordan River.